# Eurhamphaea kuhlii
Eurhamphaea kuhlii is een soort in de taxonomische indeling van de ribkwallen (Ctenophora). De kwal behoort tot het geslacht Eurhamphaea en behoort tot de familie Eurhamphaeidae. De wetenschappelijke naam van de soort werd in 1829 voor het eerst geldig gepubliceerd door Johann Friedrich von Eschscholtz.